# Waldhäuslein
Waldhäuslein ist ein Gemeindeteil des Marktes Schopfloch im Landkreis Ansbach (Mittelfranken, Bayern). Die Gemarkung Waldhäuslein liegt teils auf dem Gemeindegebiet von Schopfloch, teils auf dem Gemeindegebiet von Dinkelsbühl. Sie hat eine Fläche von 4,041 km². Sie ist in 444 Flurstücke aufgeteilt, die eine durchschnittliche Fläche von 9101,04 m² haben. In ihr liegen neben dem namensgebenden Ort die Gemeindeteile Burgstall, Pulvermühle und Rothhof.

## Geographie
Das Dorf liegt am Klingengraben, einem rechten Zufluss der Wörnitz. Der Ort ist von Acker- und Grünland und kleineren Waldgebieten umgeben. 0,5 km westlich liegt das Herrenholz. Eine Gemeindeverbindungsstraße führen nach Lehengütingen zur Bundesstraße 25 (1,8 km östlich), nach Burgstall (1,6 km südöstlich) und zu einer Gemeindeverbindungsstraße (0,6 km nordöstlich) zwischen Pulvermühle und Zwernberg.

## Geschichte
Die Fraisch über Waldhäuslein war umstritten. Sie wurde sowohl vom ansbachischen Oberamt Feuchtwangen als auch vom oettingen-spielbergischen Oberamt Dürrwangen beansprucht. Die Reichsstadt Dinkelsbühl wollte sie auf ihre Anwesen geltend machen.
1732 bestand der Ort aus 9 Anwesen mit 12 Mannschaften. Die Dorf- und Gemeindeherrschaft hatte die Reichsstadt Dinkelsbühl. Grundherren waren die Reichsstadt Dinkelsbühl (2 Höfe mit doppelter Mannschaft, 2 Höfe, 1 Halbhof mit doppelter Mannschaft, 2 Gütlein), der Deutsche Orden (1 Hof) und das Kastenamt Feuchtwangen (1 Häuslein).
Gegen Ende des 18. Jahrhunderts gab es 11 Anwesen und 1 Gemeindehirtenhaus. Grundherren waren das ansbachische Vogtamt Schopfloch (1 Haus mit Back- und Branntweinbrennrecht), die Reichsstadt Dinkelsbühl (Ratsamtspflege: 1 Gütlein, 2 halbe Gütlein; Spital: 1 Hof, 1 Hofgut, 2 halbe Hofgüter, 1 Gut, 1 Gütlein) und das Obervogteiamt Dinkelsbühl des Deutschen Ordens (1 Hof). Von 1797 bis 1808 unterstand der Ort dem Justiz- und Kammeramt Wassertrüdingen.
1806 kam Waldhäuslein an das Königreich Bayern. Mit dem Gemeindeedikt wurde Waldhäuslein 1809 dem Steuerdistrikt und der Ruralgemeinde Weidelbach zugeordnet. Mit dem Zweiten Gemeindeedikt (1818) entstand die Ruralgemeinde Waldhäuslein. Zu dieser gehörten Burgstall, Pulvermühle und Rothhof. Sie war in Verwaltung und Gerichtsbarkeit dem Landgericht Dinkelsbühl zugeordnet und in der Finanzverwaltung dem Rentamt Dinkelsbühl (1919 in Finanzamt Dinkelsbühl umbenannt, seit 1973 Finanzamt Ansbach). Die Verwaltung übernahm 1862 das neu geschaffene Bezirksamt Dinkelsbühl (1939 in Landkreis Dinkelsbühl umbenannt). Die Gerichtsbarkeit lag beim im gleichen Jahr gebildeten Stadt- und Landgericht Dinkelsbühl (1879 in das Amtsgericht Dinkelsbühl umgewandelt, seit 1973 eine Zweigstelle des Amtsgerichtes Ansbach). Die Gemeinde hatte 1964 eine Gebietsfläche von 4,063 km². Im Zuge der Gebietsreform in Bayern wurde die Gemeinde Waldhäuslein am 31. Dezember 1970 aufgelöst: Waldhäuslein kam mit der Pulvermühle zum Markt Schopfloch. Burgstall und Rothhof wurden nach Dinkelsbühl umgegliedert. Mit der Auflösung des Landkreises Dinkelsbühl im Jahr 1972 kam Waldhäuslein an den Landkreis Ansbach.

## Einwohnerentwicklung
Gemeinde Waldhäuslein
| Jahr      | 1818   | 1840   | 1852   | 1855   | 1861   | 1867   | 1871   | 1875   | 1880   | 1885   | 1890   | 1895   | 1900   | 1905   | 1910   | 1919   | 1925   | 1933   | 1939   | 1946   | 1950   | 1952   | 1961   | 1970   |
| Einwohner | 193    | 207    | 206    | 202    | 212    | 202    | 202    | 194    | 205    | 194    | 196    | 197    | 190    | 177    | 183    | 197    | 205    | 179    | 152    | 207    | 217    | 200    | 144    | 147    |
| Häuser    | 39     | 35     |        |        |        |        | 36     |        |        | 36     | 34     |        | 35     |        |        |        | 30     |        |        |        | 30     |        | 29     |        |
| Quelle    | [ 17 ] | [ 18 ] | [ 19 ] | [ 19 ] | [ 20 ] | [ 21 ] | [ 22 ] | [ 23 ] | [ 24 ] | [ 25 ] | [ 26 ] | [ 19 ] | [ 27 ] | [ 19 ] | [ 28 ] | [ 19 ] | [ 29 ] | [ 19 ] | [ 19 ] | [ 19 ] | [ 30 ] | [ 19 ] | [ 13 ] | [ 31 ] |

Ort Waldhäuslein
| Jahr      | 001818 | 001840 | 001861 | 001871 | 001885 | 001900 | 001925 | 001950 | 001961 | 001970 | 001987 |
| Einwohner | 82     | 88     | 92     | 88     | 87     | 79     | 86     | 91     | 59     | 56     | 64     |
| Häuser    | 14     | 16     |        |        | 15     | 14     | 12     | 12     | 12     |        | 13     |
| Quelle    | [ 17 ] | [ 18 ] | [ 20 ] | [ 22 ] | [ 25 ] | [ 27 ] | [ 29 ] | [ 30 ] | [ 13 ] | [ 31 ] | [ 1 ]  |

## Baudenkmal
- Sandsteinkreuz, wohl 16. Jahrhundert, ein Kilometer nördlich des Ortes.[32]

## Religion
Der Ort ist seit der Reformation evangelisch-lutherisch geprägt und bis heute nach St. Wendelin (Lehengütingen) gepfarrt. Die Katholiken sind nach St. Georg (Dinkelsbühl) gepfarrt.